# Канерштейн Олександр Михайлович
Канерште́йн Олександр Михайлович (13 липня 1933 — 24 грудня 2006, Київ) — радянський і український композитор, педагог, піаніст. Заслужений діяч мистецтв України (1993). Лауреат Премії ім. Б. Лятошинського (1996). Лауреат Премії ім. М. Вериківського (2003).

## Біографія
Син диригента Михайла Канерштейна. Закінчив Київську консерваторію по класу композиції Б. Лятошинського (1955), по класу фортепіано К. Михайлова (1956).
Після виконання диригентом Н. Г. Рахліним у 1955 році Першої симфонії О. Канерштейна журнал «Радянська музика» відмітив, що автор «зробив серйозну заявку на створення великої форми, насиченої справжнім симфонізмом».
З 1957 року — викладач Київського музичного училища.
О. Канерштейн написав оперу «Скуті одним ланцюгом»/(рос. «Скованные одной цепью»); балет «Євпраксія»; дитячий балет на історико-революційну тему «Мальчиш-Кибальчиш»; музично-хореографічні картини: «Перевал», «Дон Кіхот і Дульцінея»; чотири симфонії; концерти — для фортепіано, скрипки, балалайки, гобоя та фагота з оркестром; кантати: «З тобою ми, сестро-Росіє» на вірші О. Новицького, «XX століття» на вірші В. Коротича. Всі твори своєрідні у використанні засобів виразності, підпорядкованих розкриттю змісту.
З 1957 — викладач Київського музичного училища.
Член НСКУ (1961).

## Твори
- опера — «Не схиливши голови» (лібр. І. Комарової і Г. Конькової за кіносценарієм Д. Сміта, 1967),
- камерні опери — «Готель кохання» (лібр. О.Стельмашенка за новелою А.Моруа «Готель Тапатос», 1994), «Зустріч з минулим» (лібр. О.Стельмашенка за віршами поетів-антифашистів, 1985);
- балети — «Мальчиш-Кибальчиш» (лібр. І. Каниїіна, 1974-77), «Євпраксія» (лібр. О. Стельмашенка за однойменним романом П. Загребельного, 1982), «Тривожна юність» (1984)
- музично-хореографічні картини — «Перевал», «Дон Кіхот і Дульсінея»
- вокально-симфонічні кантати: «XX століття» (сл. В.Коротича, 1986) та ін.
- для мішаного хору, фп. тріо та цимбал — «Київський диптих — спогади» (сл. М.Зерова, 2001):
- для симфонічного оркестру — 7 симфоній (1955, 1959-60, 1976, 1977-78, 1982, Американська — 1994, «Quo vadis aveum?» (з хором, сл. В.Коротича. 1997), «Фестивальна увертюра» (1960). симф. фреска «Київська Русь» (1982),
- сюїти з балетів «Євпраксія» (1983), «Невловимі в місті» («Тривожна молодість») (1999),
- для камерного оркестру — «Образи» (1973—1976), «Епітафія: 29 вересня 1941 р.» (1991);
- концерти — для фортепіано (1966—1967), скрипки (1971), віолончелі (1989), для гобоя і фагота (1985), для фп., квінтету духових і ударних (1987, 2-а ред. 2001);
- камерно-інструментальні ансамблі — Фп. квінтет (1990), струнні квартети (1954, 2002). Фп. тріо (1975);
- для фортепіано — Соната (1953), Три фуги (1956) та ін.:
- для віолончелі і фортепіано — Сонати (2000);
- для брас-квінтету «In memorian» (1998),
- п'єси — для скрипки, віолончелі, труби, балалайки:
- романси, пісні, музика до мультфільмів.

### Музика до мультфільмів
- «Казка про доброго носорога» (1970)
- «Чарівні окуляри» (1970)
- «Вася і динозавр» (1971)
- «День восьмий, або перший урок мислення» (1971)
- «Кульбаба — товсті щоки» (1971)
- «Добре ім'я» (1971)
- «Казка про білу крижинку» (1974)
- «А нам допоможе робот...» (1975) та ін.